# Nonparel

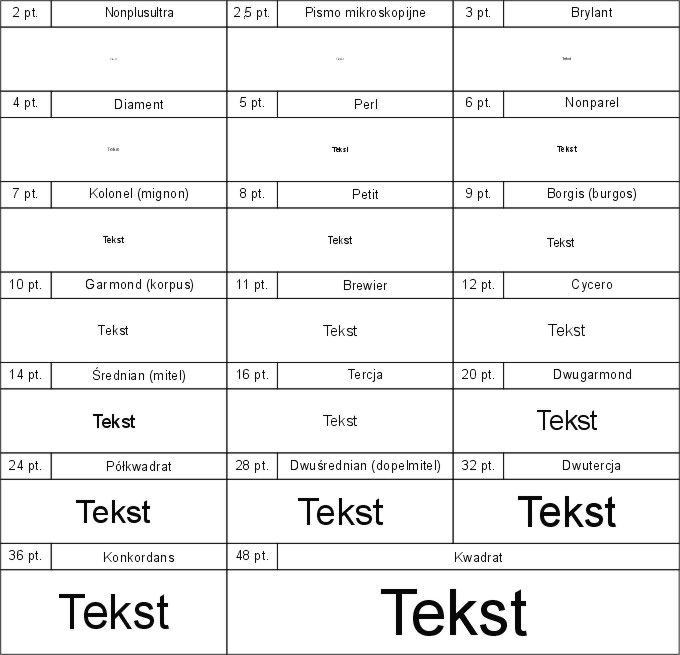
Nazwy stopni pisma przyjęte w Polsce

Nonparel (fr. nonpareil – niezrównany) – stopień pisma o wielkości 6 punktów typograficznych (2,256 mm) w systemie Didota.
Po raz pierwszy pismo 6-punktowe zostało zastosowane w druku w XVI wieku. Ze względu na to, że uzyskanie wówczas tak małej czcionki było bardzo trudne, pismo to nazwano nonpareil, czyli niezrównane.